# Јасутаро Коиде
Јасутаро Коиде (јап. 小出 保太郎; Тсуруга, 13. март 1903 — Нагоја, 19. јануар 2016) био је јапански суперстогодишњак који је према гинисовој књизи рекорда носио титулу најстаријег живог мушкарца на свету у периоду од 5. јула 2015. до 19. јануара 2016. године.

## Биографија
Јасутаро Коиде рођен је у Тсуруги, Префектура Фукуј, Јапан, 13. марта 1903. године. Радио је као кројач у продавници мушке одеће. Имао је седморо деце.
До своје 105. године могао је возити трицикл. У доби од 107 година преселио се у град Нагоју где је живео са својом ћерком.
Дана 9. фебруара 2013. године, након смрти 111-годишње Цује Миуре, постао је најстарија жива особа у префектури Аичи.
Дана 5. јула 2015. године, након смрти 112-годишњег Сакарија Момоја, постао је најстарији живи мушкарац у Јапану и на свету.
Јасутаро Коиде преминуо је у Нагоји, Префектура Аичи, Јапан, 19. јануара 2016. године, у доби од 112 година и 312 дана. Након његове смрти, тада 112-годишњи Израел Криштал из Израела, преузео је титулу најстаријег живог мушкарца на свету.